# Strażnica WOP Łomnica
Strażnica Wojsk Ochrony Pogranicza Lomnitz/Łomnica – nieistniejący obecnie pododdział graniczny Wojsk Ochrony Pogranicza pełniący służbę graniczną na granicy polsko-czechosłowackiej.
Strażnica Straży Granicznej w Łonmicy – nieistniejąca obecnie graniczna jednostka organizacyjna polskiej straży granicznej realizująca zadania bezpośrednio w ochronie granicy państwowej z Czechosłowacją/Republiką Czeską.

## Formowanie i zmiany organizacyjne
Strażnica została sformowana w 1945 w strukturze 53 komendy odcinka jako 245 strażnica WOP (Lomnitz) o stanie 56 żołnierzy. Kierownictwo strażnicy stanowili: komendant strażnicy, zastępca komendanta do spraw polityczno-wychowawczych i zastępca do spraw zwiadu. Strażnica składała się z dwóch drużyn strzeleckich, drużyny fizylierów, drużyny łączności i gospodarczej. Etat przewidywał także instruktora do tresury psów służbowych oraz instruktora sanitarnego.
Od 15 marca 1954 wprowadzono nową numerację strażnic, a strażnica WOP Łomnica otrzymała nr 257. 
W 1956 rozpoczęto numerowanie strażnic na poziomie brygady. Strażnica I kategorii Łomnica była 21. w 5 Brygadzie Wojsk Ochrony Pogranicza. 
W 1960, po kolejnej zmianie numeracji, strażnica posiadała numer 6 i zakwalifikowana była do kategorii IV w 5 Sudeckiej Brygadzie WOP . W 1964 strażnica WOP nr 6 Łomnica uzyskała status strażnicy lądowej i zaliczona była do IV kategorii.
Straż Graniczna:

15 maja 1991 po rozwiązaniu Wojsk Ochrony Pogranicza, 16 maja 1991 strażnica w Łomnicy weszła w podporządkowanie Sudeckiego Oddziału Straży Granicznej i przyjęła nazwę Strażnica Straży Granicznej w Łomnicy.
Realizując zadania wynikające ze strategii przekształceń w SG, rozpoczęto ograniczanie ilości strażnic podległych Sudeckiemu Oddziałowi SG w 1999 Strażnica SG w Łomnicy została rozformowana, a ochraniany odcinek granicy przejęła Strażnica SG w Bartnicy .

## Ochrona granicy
Strażnice sąsiednie:
- 244 strażnica WOP Kunigawalde ⇔ 246 strażnica WOP Gehlenau – 1946.